# Баринов, Иосиф Фёдорович
Иосиф Фёдорович Баринов (26 октября 1891 — 26 декабря 1968) — советский военачальник, генерал-лейтенант (1944).

## Биография
Родился 26 октября 1891 года в село Сунеево, Ичкаловской волости, Княгинского уезда, Нижегородской губернии (ныне Перевозского района Нижегородской области).
В 1903 году окончил церковно -приходскую школу в селе Сунеево.
В 1909 году городское училище в городе Княжин.
В 1911 году выдержал экзамен на народного учителя при Нижегородской мужской гимназии и работал в Ичкаловской школе Княгинского уезда Нижегородской губернии.

### Первая Мировая война
В Первую мировую войну 3 сентября 1914 года был мобилизован на военную службу и зачислен в 5-ю роту 196-го запасного батальона в город Тверь.
В мае 1915 года зачислен в 5-ю Московскую школу прапорщиков.
28 августа 1915 года окончил её, произведён в прапорщики и направлен младшим офицером в 135-й запасной полк в город Балашов Саратовской губернии.
В сентябре 1916 года с маршевой ротой убыл под город Пинск, где был назначен в 518-й пехотный Алашкертский полк 130-й пехотной дивизии. В его составе воевал на Западном фронте младшим офицером, командиром роты и командиром батальона.
В январе 1918 года демобилизован в чине подпоручика. С мая работал в Отрадинском волостном исполкоме секретарем продотдела, в том же году вступил в ВКП(б).

### Гражданская война
3 октября 1918 года добровольно вступил в РККА и был назначен военруком Отрадинского волостного военкомата.
С июня 1919 года проходил службу в 180-м стрелковом полку 20-й Пензенской стрелковой дивизии в должностях командира роты, батальона, пом. командира полка по строевой части. Летом 1919 года сражался на Восточном фронте против войск адмирала А. В. Колчака, участвовал в Актюбинской наступательной операции. Осенью 1919 года дивизия была переброшена под Царицын. В составе 10-й армии Южного фронта, затем 1-й Конной армии воевал против войск генерала А. И. Деникина в районах Арчеда, Серебряково, станица Иловлинская. В апреле 1920 г. дивизия была переброшена в Дагестан, затем участвовала в Бакинской операции, в установлении советской власти в Азербайджане и Армении.

### После Гражданской войны
В послевоенный период Баринов продолжал служить в 20-й Пензенской стрелковой дивизии в должности начальника школы младшего комсостава.
С марта 1922 года был начальником бригадных повторных курсов среднего комсостава 6-й отдельной Кавказской стрелковой бригады ККА, с мая — пом. командира 8-го стрелкового полка.
С мая 1924 года проходил службу в штабе ККА в должностях помощника начальника отдела боевой подготовки, помощника начальника инспектората армии.
С октября 1927 по сентябрь 1928 г. находился на учебе в Москве на курсах «Выстрел». После завершения обучения вернулся в штаб ККА, где был назначен заместителем начальника 5-го отдела (боевой подготовки).
С марта 1930 года исполнял должность командира и комиссара 1-го Кавказского имени ЦИК Аджаристана полка.
С мая 1930 по март 1932 год избирался членом ЦИК Аджаристана.
В конце марта 1932 года Баринов убыл на Дальний Восток начальником штаба 3-й колхозной дивизии ОКДВА.
23 июля 1938 года был арестован и находился под следствием органов НКВД. Приказом по войскам Дальневосточного фронта уволен по ст. 44, п. «в». 25 декабря 1939 г. освобождён из-под ареста, восстановлен в кадрах РККА и зачислен в распоряжение Отдела начсостава 2-й Отдельной Краснознамённой армии. В марте 1940 г. назначен в Хабаровское пехотное училище, где проходил службу помощником начальника училища по учебно-строевой части, заместителем начальника и (с 18 марта 1941 г.) начальником училища.

### Великая Отечественная война
В начале Великой Отечественной войны полковник И. Ф. Баринов продолжал руководить этим училищем.
21 октября 1941 года он назначается командиром Спасской стрелковой дивизии 1-й Краснознамённой армии, однако в должность не вступил.
С 19 ноября 1941 года исполнял должность командира 98-й стрелковой дивизии. 4 августа 1942 года получил звание генерал-майора.
С 15 августа 1942 года 98-я дивизия занимала оборону по левому берегу Дона в районе Песковатки и хутора Вертячего. С 17 августа дивизия вела борьбу с немецкой группировкой, захватившей плацдарм в этом районе. В течение недели её части удерживали занимаемый рубеж, в ходе ожесточённых и кровопролитных боёв понесли крупные потери. С утра 23 августа немецкие войска нанесли мощный удар, смяли оборону дивизии и стали стремительно продвигаться в направлении Сталинграда. Оборонявшаяся по периметру плацдарма 98-я стрелковая дивизия в первые часы вражеского наступления была рассечена танковым ударом и в течение недели разрозненными подразделениями вела бои в окружении. Только небольшой части (около 700 человек) удалось вырваться из окружения. Остатки 98-й стрелковой дивизии после выхода из окружения заняли оборону в пределах городского оборонительного обвода, а с началом боёв за Сталинград участвовали в ожесточённых и кровопролитных боях в черте города. В сентябре дивизия была выведена в резерв. За большие потери в оборонительных боях 6 сентября генерал-майор Баринов был отстранён от командования дивизией и находился в распоряжении Военного совета Донского фронта.
23 сентября 1942 года назначен командиром 233-й стрелковой дивизии. В составе Донского фронта участвовал с ней в операции «Кольцо». Её части одними из первых ворвались на территорию завода «Красный Октябрь» в Сталинграде, где встретились с наступающими от Волги частями 13-й гвардейской стрелковой дивизии.
С января 1943 года и до конца войны он исполнял должность заместителя командующего 62-й, затем 65-й армий, войска которых вели боевые действия в составе Донского, Центрального, 1-го и 2-го Белорусских фронтов. Принимал участие в Сталинградской битве, в наступлении на севском направлении, Курской битве, Черниговско-Припятской, Гомельско-Речицкой, Калинковичско-Мозырской, Белорусской, Млавско-Эльбингской, Восточно-Прусской, Восточно-Померанской наступательных операциях.
Боевой путь вместе с 65-й армией завершил участием в Берлинской стратегической операции (16 апреля — 8 мая 1945 г.). В ходе операции армия форсировала Одер южнее Щецина и, развивая наступление в направлении Фридланд — Деммин, вышла на побережье Балтийского моря, севернее г. Росток. После окончания военных действий армия охраняла побережье Балтийского моря (с 10 июня 1945 г. в составе Северной группы войск).

### После войны
Проходил службу в той же должности в Северной группе войск.
В мае 1946 года в связи с преобразованием 65-й армии в 7-ю механизированную армию назначен начальником Калининского суворовского военного училища.
С февраля 1949 года по 1955 год — начальник Северо-Кавказского суворовского офицерского военного училища.
Некоторое время находился в должности военного инспектора-консультанта Министерства Вооруженных Сил СССР.
С февраля 1955 года в запасе. Жил в Москве.
Умер 26 декабря 1968 года.

## Награды

### СССР
- орден Ленина (21.02.1945)[5];
- четыре ордена Красного Знамени ;(14.02.1943[6], 24.09.1943[7], 03.11.1944, 1949)
- орден Кутузова I степени (10.04.1945)[8];
- орден Суворова II степени (23.07.1944)[9];
- орден Красной Звезды (1944 за выслугу лет)[10]
  - Медали СССР в том числе:
  - медаль «В ознаменование 100-летия со дня рождения Владимира Ильича Ленина» (6 апреля 1970);
  - «За оборону Сталинграда» (1943)
  - «За Победу над Германией в Великой Отечественной войне 1941—1945 гг.» (9 мая 1945[11]);
  - «За освобождение Варшавы» (1945)
  - юбилейная медаль «Двадцать лет Победы в Великой Отечественной войне 1941—1945 гг.» (7 мая 1965[12]);
  - «XX лет Рабоче-Крестьянской Красной Армии» (1938)
  - медаль «30 лет Советской Армии и Флота»[13];
  - юбилейная медаль «40 лет Вооружённых Сил СССР»[14];
  - юбилейная медаль «50 лет Вооружённых Сил СССР» (26 декабря 1967[15]);

### Приказы (благодарности) Верховного Главнокомандующего, в которых отмечен Баринов И. Ф.
- За овладение городами Эггезин, Торгелов, Пазевальк, Штрасбург, Темплин — важными опорными пунктами обороны немцев в Западной Померании. 28 апреля 1945 года. № 350[16].

## Иностранные награды
- Кавалер рыцарского ордена «Виртути Милитари» (ПНР) (1945)
- Медаль «За Варшаву 1939—1945» (ПНР, (1945)
- Медаль «За Одер, Нейсе, Балтику» (ПНР, (1945)